# Harmozon
Harmozon (grec: Ἅρμοζον ἄκρον) és el nom antic d'un promontori a l'entrada del golf pèrsic, a Carmània, just a la part on la distància amb la península Aràbiga és més estreta. Erastòtenes i Amià Marcel·lí asseguren que des del cap Harmozon es podia veure la costa d'Aràbia. És probablement l'actual cap Bombarik, a la part oposada del cap Musandam.